# Hina Spani

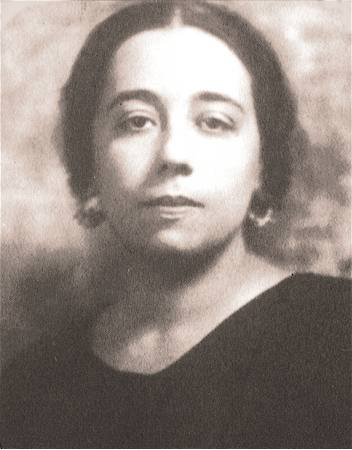

Hina Spani (Higinia Tuñón) fue una soprano spinto argentina que nació en Puán (Provincia de Buenos Aires) el 15 de febrero de 1896 y falleció en Buenos Aires el 11 de julio de 1969. 
Estudió con Amanda Campodonico en Buenos Aires viajando a Italia para estudiar con Vittorio Mortatti en Milán. 
Debutó en La Scala como Anna en Loreley en 1915 y en el Teatro Colón como Micaela, Nedda, Inés en La africana de Meyerbeer. Allí cantó hasta 1939 más de 70 roles como Amelia, Donna Elvira, Marguerite, Elena, Lauretta, Mathilde, Debora e Jaele de Ildebrando Pizzetti,  Maria Egiziaca de Ottorino Respighi, Castor y Polux de Rameau, Giulio Cesare de Malipiero, incluyendo óperas argentinas como La leyenda del urutaú, La sangre de las guitarras, Ilsey Tucumán y Raquela de Felipe Boero, y la ópera vasca de Jesús Guridi "Amaya".
Tuvo una importante carrera en Argentina, Chile, España e Italia donde cantó, entre otros papeles, Leonora (Il trovatore), Madame Butterfly, Marguerite (Faust), Tosca, Lady Macbeth, Elisabeth (Tannhäuser), Maddalena, Desdemona, Mimì, Marina, Sieglinde, Santuzza, Wally, Aida, Amelia y Giulietta ( Riccardo Zandonai). 
Se retiró en 1940, aunque continuó dando recitales hasta 1946. 
Se dedicó a la enseñanza: fue profesora de la soprano África de Retes. Dirigió la Escuela de Arte Escénico del Teatro Colón.

## Discografía de referencia
- Hina Spani - Recordings 1924-1931
- The Emi Record Of Singing Vol 3 - 1926-1939